# 歩兵第309連隊
歩兵第309連隊（ほへいだい309れんたい、歩兵第三百九聯隊）は、大日本帝国陸軍の連隊の一つ。

## 沿革
太平洋戦争末期の1945年（昭和20年）7月25日、第三次兵備により本土決戦に備え新設された第222師団の歩兵連隊の一つとして山形で編成された。兵力補充は弘前師管区の歩兵第3補充隊で担当した。岩手県岩手郡沼宮内町（現岩手町）付近にて防衛準備中に終戦を迎えた。

## 歴代連隊長
| 代 | 氏名   | 在任期間        | 出身校・期 | 備考 |
| -- | ------ | --------------- | ---------- | ---- |
| 1  | 堀三郎 | 1945.7.1 - 終戦 | 陸士41期   | 中佐 |